# Акти про гомстед
Акти про гомстед, Гомстедні акти (англ. homestead; «житловий маєток») — законодавчі акти, що надавали право на отримання державних земель для особистого зайняття сільським господарством з зобов'язанням мешкати на власній фермі.
Гомстед — ділянка землі в 160 акрів (приблизно 65 га) під ферму на вільних землях Канади й США, яка після п'яти років проживання на ній віддавалася переселенцю у власність безкоштовно, під умовою її обробки й забудови.
Акт про гомстеди надавав будь-якому іммігранту, котрий сплатив мито в 10 доларів за право зайняти гомстед на довічне користування. Подібні гомстеди займали перші українці-емігранти у степових провінціях Канади.

## У США
За час дії актів було роздано у господарське користування 1,6 мільйонам заявників безкоштовно приблизно 110 мільйонів гектарів державної землі, що склало коло 10 % загальної території ЗДА. Землі були роздані переважно західніше за річку Міссісіпі.
Гомстедні акти були продовженням «принципу гомстеду», що висловлював політику «безкоштовної землі» сіверян для громадян, що бажали обробляти власну землю, на відміну від політики «південців», що купляли великі ділянки землі для обробляння працею рабів, таким чином закриваючи доступ для землеробства білим фермерам.
Перший з актів Акт про гомстед 1862 року відкрив мільйони акрів для дорослих, хто не піднімав зброю на американський уряд. Жінки та емігранти, що подали на громадянство, також могли отримати житлові маєтки. Площа безкоштовного маєтку складала 160 акрів (64,75 га).
Акт про гомстед 1866 року особливо відкривав можливості для чорношкірого населення у отриманні житлового маєтку.
Лісопромисловий акт 1873 року надавав можливість людям отримати землю із зобов'язанням насаджувати промисловий ліс без необхідності мешкати на ділянці.
Закон Кінкейда 1904 року надавалв можливість отримати житловий маєток у 640 акрів (259 га) на заході Небраски.
Акт про збільшений гомстед 1909 року збільшив площу ділянок під житлові маєтки з 160 акрів до 320 акрів (129,5 га).
Скотарський Акт про гомстед 1916 року підвищив земельну ділянку до 640 акрів (259 га) для заняття скотарством.